# Dimos Agios Vasileios
Dimos Agios Vasileios (Agios Vasileios) är en kommun i Grekland.   Den ligger i prefekturen Nomós Rethýmnis och regionen Kreta, i den sydöstra delen av landet, 300 km söder om huvudstaden Aten. Antalet invånare är 8 648. Arean är 354 kvadratkilometer.
Terrängen i Dimos Agios Vasileios är kuperad åt nordväst, men åt sydost är den bergig.